# Fuzz Face
Fuzz Face es el primer álbum del grupo de rock madrileño Sex Museum. Se editó originalmente en 1987 por parte de la discográfica Fidias. El álbum consistía en 10 canciones, una de ellas instrumental y cantadas en inglés, excepto «Ya es tarde», la única canción en castellano dentro del repertorio propio del grupo.
En 1987, Sex Museum se movían dentro del circuito mod de Madrid, uno de cuyos estandartes musicales era el revival del rock de garage. Con el paso de los años el grupo fue evolucionando hacia sonidos más cercanos al hard rock, pero éste es el álbum en el que el sonido de garage es más evidente.
La primera tirada fue de 2.000 copias. El álbum se ha convertido en una buscada pieza en el mercado de coleccionismo, siendo reeditado por Animal Records en 1992 con un tema extra: «Drugged Personality», que apareció en el recopilatorio Battle Of Garages Vol. IV (1986) y que hasta esta reedición permaneció inédito en España.

## Lista de canciones
| Álbum original, 1987 1. «Big cock» 2. «Sweet home» 3. «Ya es tarde» 4. «Sexual beast» 5. «Psycho» 6. «I'm alone» 7. «All I really want» 8. «C.C. rider» 9. «Motorbiking» 10. «Booboo's theme» | Reedición, 1992 1. «Big cock» 2. «Sweet home» 3. «Ya es tarde» 4. «Sexual beast» 5. «Psycho» 6. «I'm alone» 7. «All I really want» 8. «C.C. rider» 9. «Motorbiking» 10. «Booboo's theme» 11. «Drugged personality» |

## Personal
- Miguel Pardo: voz.
- Fernando Pardo: guitarra y voz.
- Marta Ruiz: órgano Hammond y secuenciador.
- José Luis Hernández, «McCartney»: bajo.
- Pepe Ríos: batería en «Psycho», «I'm alone», «Motorbiking» y «Booboo's theme».
- José Bruno, «Niño»: batería en «Big cock», «Sweet home», «Ya es tarde»«I'm alone», «All I really want», «C.C. rider» y «Drugged personality».

### Músicos adicionales
- Paul W.: bajo en «Big cock» y «Sweet home»